# Bula de Meco
La bula de Meco es una bula concedida por el papa Inocencio VIII (1432-1492, papa de 1484 a 1492) en la que se otorgaba una serie de favores a los habitantes del municipio de Meco (actualmente en la Comunidad de Madrid, España), así como a varios pueblos vecinos, por la que sus habitantes, entre otros privilegios que se les concedían, quedaban eximidos del precepto del ayuno durante los viernes, así como otros días a lo largo del año. Se concede la bula a esos pueblos en recompensa por los servicios prestados al noble Íñigo López de Mendoza y Quiñones (1440-1515), segundo conde de Tendilla y señor de Meco. 
Otras versiones de la historia mencionan que se concedió la bula a la ciudad de Meco por estar situada en el centro de la península ibérica, y no poder ser abastecida de pescado fresco debido a su lejanía y, por tanto, sus habitantes no podrían cumplir con el ayuno preceptivo además de que no eran suficientes los alimentos producidos en la región. En dicha historia el papa es Clemente XIV (1705-1774, pontífice entre 1769 y 1774), que emite la bula el 12 de septiembre de 1772.

## Cultura popular
La bula tiene tantas condiciones que no existe plebeyo, persona de poder ni indigente que mediante la bula no pueda eximirse de pagar, ceñirse a contrato o respetar una palabra dada, debido en parte a que la redacción de la bula permite siempre una interpretación que libera a los habitantes de Meco de tales cargas. Los habitantes de Meco eran excusados siempre por semejante bula. De esta forma surgió en términos jurídicos la expresión proverbial "no valerle la bula de Meco", es decir, que el caso a tratar por la justicia es tan grave que ni los términos de la bula lo pueden salvar. En algunas ocasiones se entiende que la pena cometida no se salva ni siquiera con la aplicación de la bula de Meco. La expresión es mencionada en la leyenda Don Dimas de la Tijereta, en Tradiciones peruanas (1897), de Ricardo Palma: "Doblemos esta hoja, que de suyo es peligroso extenderse en pormenores que pueden tentar al prójimo labrando su condenación eterna, sin que le valgan la bula de Meco ni las de composición".